# Micky Yanai
 (janvier 2021).
Micky Yanai (ミッキー 柳井), né en 1959, est un acteur de film pornographique japonais.

## Biographie et carrière
On sait peu de choses sur la biographie de Micky Yanai.
Il serait l'inventeur d'une figure acrobatique lors de rapports sexuels connue sous le nom de « position de l'hélicoptère » (en anglais « helicopter fuck »),. Cette figure serait cependant déjà mentionnée dans le Kama Sutra, ou dans la revue Cosmopolitan. Il a fait la démonstration de cette pratique à l'occasion d'une série de vidéos produites sous la marque KPM Million.
Yanai s'est fait connaître en Occident grâce à une série de vidéos produites par V&R Planning et diffusées dans le monde entier entre 2003 et 2004 par V&R International sous une forme non censurée ayant pour titre Paradise of Japan 14: Helicopter Man, Paradise of Japan 22: Helicopterman 2 et Paradise of Japan 28: Helicopterman 3.

## Filmographie (partielle)
| Titre                                                              | Producteur/ Numéro d'identification | Parution        | Actrices                     |
| ------------------------------------------------------------------ | ----------------------------------- | --------------- | ---------------------------- |
| Cosplay 3 - Mio Asakura あゆっちゃおっかな～。3 朝倉海音           | KMP Million MILV-121 (VHS)          | 22 janvier 2004 | Mio Asakura                  |
| 8 Hours with Nao Oikawa 及川奈央 8時間いいとこどり                 | KMP Million MILV-133 (VHS)          | 27 février 2004 | Nao Oikawa & Hitomi Hasegawa |
| Let's Watch Kisaragi's Growth' 如月カレンの成長を見守ろう！ 完全版 | KMP Million MILV-142 (VHS)          | 19 mars 2004    | Karen Kisaragi               |
| How to Perfect 上原深雪 4時間                                      | KMP Million MILV-144 (VHS)          | 25 mars 2004    | Miyuki Uehara                |
| Momo Hoshino Has Come Back 星野桃がミリオンで大復活だー！！        | KMP Million MILV-151 (VHS)          | 23 avril 2004   | Momo Hoshino                 |
| Implication 完全攻略 中島京子                                      | KMP Million MILV-170 (VHS)          | 28 mai 2004     | Kyoko Nakajima               |
| Double Boin ダブルボインでごはん何杯でも食べられる！               | KMP Million MILV-177 (VHS)          | 18 juin 2004    | Mai Haruna & Yui Asahina     |

## Sources
- (en) Milton, Bradley « Paradise of Japan 14: Helicopter Man », www.avn.com (consulté le 27 octobre 2008)
- (en) « Porn star woos thousands of women with his whirlybird », Mainichi Shimbun, 1er décembre 2004 (consulté le 17 octobre 2007)